# Závišice
Závišice är en ort i Tjeckien. Den ligger i den östra delen av landet, 270 km öster om huvudstaden Prag. Závišice ligger 279 meter över havet och antalet invånare är 756.
Terrängen runt Závišice är platt åt nordväst, men åt sydost är den kuperad. Runt Závišice är det ganska tätbefolkat, med 192 invånare per kvadratkilometer. Närmaste större samhälle är Frýdek-Místek, 19,4 km öster om Závišice. Omgivningarna runt Závišice är en mosaik av jordbruksmark och naturlig växtlighet.